# جيرد هوبر
جيرد هوبر (بالألمانية: Gerd Huber) (و. 1921 – 2012 م) هو طبيب نفسي، وأستاذ جامعي، من ألمانيا، ولد في لاينفلدن اشتردينغن، توفي عن عمر يناهز 91 عاماً.

## مناصب وهيئات
أدار جامعة بون.

## جوائز
حصل على جوائز منها:
- صليب وسام الاستحقاق من جمهورية ألمانيا الاتحادية.